# Каймин
Каймин (англ. Caimin of Lough Derg, также англ. Camin, Cammin; умер в 653) — аббат монастыря на острове Холи-Айленд; святой (дни памяти — 24 марта и 25 марта).

## Биография
Святой Каймин с озера Дерг, или со Святого Острова (Inniskeltra), ирландец, сводный брат короля Коннахта Гуайре Айдне и Куммене Фоты (память 12 ноября), был известным учёным. Он удалился от тщеславия гибнущего века и поселился как отшельник на Святом Острове, что на озере Дерг в Голуэй. Хотя святой Колумба Терригласский построил на острове монастырь веком раньше, Каймин стал той причиной, почему остров стали называть Святым, так как множество учеников стекалось к нему благодаря его известности. Позже он основал монастырь и храм Темпуль-Каммин (Tempul-Cammin) на острове Семи Церквей (Island of the Seven Churches).
Монастырь на острове Кельтра выстоял до 1010 года (тогда скончался его последний документально зафиксированный настоятель), хотя обитель находилась непосредственно на пути нашествия датчан. Он был ограблен около 836 года, и вновь около 922 года. Верховный король Ирландии Бриан Бору восстановил храм около 1009 года. Однако ныне от былого величия монастыря остались только руины: 80-футовая круглая башня и старинные могилы.
Каймин был соратником святого Сенана (память 29 апреля). Фрагмент Псалтири святого Каймана, который, как некоторые считают, был переписан его собственной рукой, сохранился во францисканской библиотеке в Киллини (графство Дублин). Также считается, что ему принадлежит «Комментарий на еврейский текст Псалмов».